# Jitrocelovité
Jitrocelovité (Plantaginaceae) je čeleď vyšších dvouděložných rostlin z řádu hluchavkotvaré (Lamiales). Nástup molekulární systematiky v posledních dvou desetiletích učinil doslova převrat ve vymezení a obsahu této čeledi.

## Popis čeledi
Vzhledem k tomu, že společné morfologické znaky charakterizující všechny zástupce čeledi v podstatě neexistují, je následující popis poněkud vágní.
Rostliny jednoleté nebo vytrvalé, někdy keře nebo vodní rostliny, nikdy nejsou parazitické nebo poloparazitické.
Chlupy obvykle jednoduché, často žláznaté, někdy hvězdovité nebo štítnaté. Listy vstřícné nebo střídavé, vzácně přeslenité, většinou jednoduché, vzácně složené, celistvé až zpeřené se zpeřenou žilnatinou (u rodu jitrocel (Plantago) žilnatina více či méně souběžná). Palisty chybí.
Květenství různého typu, někdy květy samostatné. Květy obvykle oboupohlavné a souměrné, ale u některých pravidelné (např. Bacopa, Sibthorpia) nebo redukované (hvězdoš – Callitriche). Rody hvězdoš (Callitriche) a prustka (Hippuris) jsou jednodomé, některé druhy jitrocelů (Plantago), rodu Hebe a jeden druh hvězdoše (Callitriche) jsou dvoudomé, popř. mnohomanželné. Korunních lístků nejčastěji 5, ale někdy též 4 následkem srůstu horních laloků koruny, někdy koruna dále srůstá až na 2 lístky (Lagotis). U některých rozrazilů (Veronica) a u rodu hvězdoš (Callitriche) koruna chybí.
Tyčinky obvykle 4, stejné či nestejné velikosti, někdy počet redukován na 2 nebo 1 (prustka – Hippuris, hvězdoš – Callitriche). Někdy přítomna pátá nefunkční tyčinka – staminodium. Prašné váčky různého tvaru. Pyl isopolární, trikolpátní nebo trikolporátní s retikulátní exinou (což ale vždy neplatí). Opylování větrem, hmyzem, ptáky nebo vodou (hvězdoš – Callitriche).
Pestík ze dvou plodolistů, s jednou čnělkou (redukovanou u Hemiphragma a Erinus). Blizna dvoulaločná nebo vřetenovitá. Semeník svrchní s axilární placentací, dvoupouzdrý (u rodu pobřežnice (Littorella) zaniká zadní pouzdro). Vajíčka obvykle početná , někdy jen po 1 v každém pouzdru (např. Lagotis), obrácená nebo přímá, jednoobalná. Často přítomný nektariový disk.
Plod je obvykle tobolka (nejčastěji lokulicidní), ale vyskytují se i jiné typy plodů (např. nažka u prustky (Hippuris), tvrdka u hvězdoše (Callitriche).

Ze sekundárních metabolitů převažují iridoidy, ale někdy chybí a nahrazeny různými glykosidy.

## Taxonomie

### Tradiční (morfologické) vymezení čeledi
Podle původního morfologického pojetí obsahuje čeleď 3 rody – jitrocel (Plantago), pobřežnice (Littorella) a Bougueria, někdy se odděluje ještě čtvrtý rod chmelík (Psyllium), jiní autoři naopak slučují všechny zástupce do jediného rodu jitrocel (Plantago).

### Převrat v čeledi krtičníkovitých a následky pro složení jitrocelovitých
V roce 1995 byla publikována první studie dokazující, že velká a zavedená čeleď krtičníkovitých není monofyletická. Další výzkum tyto výsledky podepřel a krtičníkovité čekal úplný rozpad.
V původní čeledi zbylo jen minimum rodů (z českých zástupců pouze krtičník (Scrophularia), divizna (Verbascum) a blatěnka (Limosella)). Tyto rody se vyznačují specifickým typem prašníků, kde prašné váčky navzájem splývají a otevírají se příčnou štěrbinou.
Většina rodů z krtičníkovitých byla přeřazena do jiných stávajících čeledí. Nejvýznamnější přírůstek zaznamenaly právě jitrocelovité, kam je dnes řazena asi polovina (přes 90) původních rodů krtičníkovitých (z české květeny např. rody hledík (Antirrhinum), lnice (Linaria), náprstník (Digitalis), rozrazil (Veronica)). Silně se rozrostly také zárazovité (Orobanchaceae), kam byly přeřazeny všechny parazitické a poloparazitické rody – z českých např. černýš (Melampyrum), světlík (Euphrasia), zdravínek (Odontites), všivec (Pedicularis), kokrhel (Rhinanthus) a podbílek (Lathraea). Zbývající rody byly zařazeny do menších čeledí: do čeledi puštičkovité (Linderniaceae) 13 rodů, do čeledi Phrymaceae 8 rodů, do nové čeledi pantoflíčkovité (Calceolariaceae) 2 rody. Rod pavlovnie (Paulownia) byl přeřazen do samostatné čeledi pavlovniovité.
Do jitrocelovitých byla na základě molekulárních studií zařazena také řada menších čeledí z řádu hluchavkotvarých (Lamiales), morfologicky často naprosto odlišných – např. koulenkovité (Globulariaceae) nebo vodní monogenerické čeledi hvězdošovité (Callitrichaceae) a prustkovité (Hippuridaceae) s redukovanými květy. Čeleď jitrocelovité tak v dnešním pojetí představuje podivuhodnou směsku morfologicky zcela nepodobných skupin rostlin, u nichž je téměř nemožné najít společné morfologické či ultrastrukturální charakteristiky.

### Podčeledi a rody
Čeleď v dnešním pojetí zahrnuje 12 podčeledí, přes 90 rodů a cca 2000 druhů, rozšířených po celém světě.
- Antirrhineae
  - Acanthorrhinum
  - Albraunia
  - Anarrhinum
  - Antirrhinum – hledík
  - Asarina
  - Chaenorhinum (incl. Microrrhinum – hledíček)
  - Cymbalaria – zvěšinec
  - Ephixiphium
  - Galvezia
  - Gambelia
  - Holmgrenanthe
  - Holzneria
  - Howelliella
  - Kickxia – úporek
  - Lafuentea
  - Linaria – lnice
  - Lophospermum
  - Mabrya
  - Maurandella
  - Maurandya
  - Misopates – šklebivec
  - Mohavea
  - Neogaerrhinum
  - Nuttalanthus
  - Pseudorontium
  - Rhodochiton
  - Sairocarpus
  - Schweinfurthia

- Veroniceae
  - Kashimira
  - Lagotis – lagotka
  - Paederota – rozrazilec
  - Picrorhiza (incl. Neopicrorhiza)
  - Scrofella
  - Veronica – rozrazil (incl. Besseya, Detzneria, Hebe, Paederotella, Parahebe, Pseudolysimachion, Synthyris)
  - Veronicastrum
  - Wulfenia – wulfénie
  - Wulfenopsis

- Digitalideae
  - Digitalis – náprstník (incl. Isoplexis)
  - Erinus – nemléč

- Plantagineae
  - Aragoa
  - Plantago – jitrocel (incl. Littorella – pobřežnice, Bougueria, Psyllium – chmelík)

- Cheloneae
  - Brookea
  - Chelone
  - Chionophila – sněhomilka
  - Collinsia – kolinsie
  - Keckiella
  - Nothochelone
  - Penellianthus
  - Penstemon – dračík
  - Tonella
  - Uroskinnera

- Russelieae
  - Russelia – ruselie
  - Tetranema

- Gratioleae (systém této podčeledi ještě není úplně dořešen)
  - Achetaria
  - Adenosma
  - Ambulia
  - Amphianthus
  - Artanema
  - Bacopa – bakopa
  - Bryodes
  - Bythophyton
  - Dizygostemon
  - Dodartia
  - Dopatrium
  - Encopella
  - Geochorda
  - Gratiola – konitrud
  - Hydranthelium
  - Hydrotriche
  - Ildefonsia
  - Limnophila
  - Limosella – blatěnka
  - Mecardonia
  - Morgania
  - Otacanthus
  - Scoparia – chvostenka
  - Stemodia
  - Tetraulacium

- Callitricheae
  - Hippuris – prustka
  - Callitriche – hvězdoš

- Sibthorpieae
  - Ellisiophyllum
  - Sibthorpia – popeník

- Globularieae
  - Campylanthus
  - Globularia – koulenka
  - Poskea

- Hemiphragmeae
  - Hemiphragma

- Angelonieae
  - Angelonia – angelonie
  - Basistemon
  - Melosperma
  - Monttea
  - Monopera
  - Ourisia

## Čeští zástupci čeledi
- Antirrhineae
  - hledík (Antirrhinum)
    - hledík větší (Antirrhinum majus) – pův. v již. Evropě, často pěst. a zpl.

  - hledíček (Microrrhinum) – dnes zařazován do rodu Chaenorhinum
    - hledíček menší (Microrrhinum minus)

  - lnice (Linaria)
    - lnice kručinkolistá (Linaria genistifolia)
    - lnice květel (Linaria vulgaris)
    - lnice nachová (Linaria purpurea) – pův. ve stř. a j. Itálii, pěst. dosti často jako okrasná trvalka
    - lnice plazivá (Linaria repens) – pův. v jz. Evropě, vz. zavlékána
    - lnice rolní (Linaria arvensis)

  - šklebivec (Misopates)
    - šklebivec přímý (Misopates orontium)

  - úporek (Kickxia)
    - úporek hrálovitý (Kickxia elatine)
    - úporek pochybný (Kickxia spuria)

  - zvěšinec (Cymbalaria)
    - zvěšinec zední (Cymbalaria muralis) – pův v horách j. od Alp, pěst. jako skalnička, občas zpl. a roztr. zdomácnělý
    - zvěšinec bledý (Cymbalaria pallida) – pův. v Itálii, pěst. na zdech a zřídka zpl.

- Veroniceae
  - rozrazil (Pseudolysimachion) – dnes přiřazován k pravým rozrazilům (Veronica)
    - rozrazil dlouholistý (Pseudolysimachion maritimum)
    - rozrazil klasnatý pravý (Pseudolysimachion spicatum subsp. spicatum)
    - rozrazil latnatý širolistý (Pseudolysimachion spurium subsp. foliosum)
    - rozrazil šedivý (Pseudolysimachion incanum) – pův. ve vých Evr. a v Asii, občas pěst. a ojediněle zpl.
    - rozrazil vstavačovitý (Pseudolysimachion orchideum)

  - rozrazil (Veronica)
    - rozrazil bažinný (Veronica anagalloides)
    - rozrazil břečťanolistý (Veronica hederifolia)
    - rozrazil cizí (Veronica peregrina) – pův. v S. Amer., vz. zavlékán
    - rozrazil časný (Veronica praecox)
    - rozrazil Dilleniův (Veronica dillenii)
    - rozrazil douškolistý (Veronica serpyllifolia)
    - rozrazil drchničkovitý (Veronica anagallis-aquatica)
    - rozrazil horský (Veronica montana)
    - rozrazil chudobkovitý (Veronica bellidioides)
    - rozrazil jarní (Veronica verna)
    - rozrazil laločnatý (Veronica sublobata)
    - rozrazil lékařský (Veronica officinalis)
    - rozrazil lesklý (Veronica polita)
    - rozrazil matný (Veronica opaca)
    - rozrazil nitkovitý (Veronica filiformis) – pův. na Kavkazu, pěst. a zdomácnělý
    - rozrazil nízký (Veronica pumila) – vyhynulý
    - rozrazil ožankový (Veronica teucrium)
    - rozrazil perský (Veronica persica)
    - rozrazil polní (Veronica agrestis)
    - rozrazil potoční (Veronica beccabunga)
    - rozrazil rakouský (Veronica austriaca)
    - rozrazil rezekvítek (Veronica chamaedrys)
    - rozrazil rolní (Veronica arvensis)
    - rozrazil rozprostřený (Veronica prostrata)
    - rozrazil slanistý (Veronica scardica)
    - rozrazil štítkovitý (Veronica scutellata)
    - rozrazil trojklaný (Veronica triphyllos)
    - rozrazil trojlaločný (Veronica triloba)
    - rozrazil vídeňský (Veronica vindobonensis)
    - rozrazil vodní (Veronica catenata)

- Digitalideae
  - náprstník (Digitalis)
    - náprstník červený (Digitalis purpurea)
    - náprstník velkokvětý (Digitalis grandiflora)
    - náprstník vlnatý (Digitalis lanata) – pův. z Balkánu, vz. pěst. jako léčivka a ojediněle zpl.
    - náprstník žlutý (Digitalis lutea) – pův. v z. Evropě, vz. pěst. pro okrasu a ojediněle zpl.

- Plantagineae
  - jitrocel (Plantago)
    - jitrocel černavý sudetský (Plantago atrata subsp. sudetica)
    - jitrocel chudokvětý (Plantago uliginosa)
    - jitrocel kopinatý (Plantago lanceolata)
    - jitrocel nejvyšší (Plantago altissima) – vyhynulý
    - jitrocel písečný (Plantago arenaria) – syn. chmelík písečný – Psyllium arenarium
    - jitrocel prostřední (Plantago media)
      - jitrocel prostřední pravý (Plantago media subsp. media)
      - jitrocel prostřední dlouholistý (Plantago major subsp. longifolia)

    - jitrocel přímořský brvitý (Plantago maritima subsp. ciliata)
    - jitrocel větší (Plantago major)
      - jitrocel větší pravý (Plantago major subsp. major)
      - jitrocel větší slaniskový (Plantago major subsp. winteri)

    - jitrocel vraní nožka (Plantago coronopus) – pův. ve Středozemí, ojediněle zavlékán

  - pobřežnice (Littorella) – dnes řazena do rodu jitrocel (Plantago)
    - pobřežnice jednokvětá (Littorella uniflora)

- Gratioleae
  - konitrud (Gratiola)
    - konitrud lékařský (Gratiola officinalis)

  - blatěnka (Limosella)
    - blatěnka vodní (Limosella aquatica)

- Callitricheae
  - prustka (Hippuris)
    - prustka obecná (Hippuris vulgaris)

  - hvězdoš (Callitriche)
    - hvězdoš háčkatý (Callitriche hamulata)
    - hvězdoš hranoplodý (Callitriche platycarpa)
    - hvězdoš jarní (Callitriche palustris)
    - hvězdoš kalužní (Callitriche stagnalis)
    - hvězdoš mnohotvarý (Callitriche cophocarpa)
    - hvězdoš podzimní (Callitriche hermaphroditica)

- Globularieae
  - koulenka (Globularia)
    - koulenka prodloužená (Globularia bisnagarica)